# Nokaut

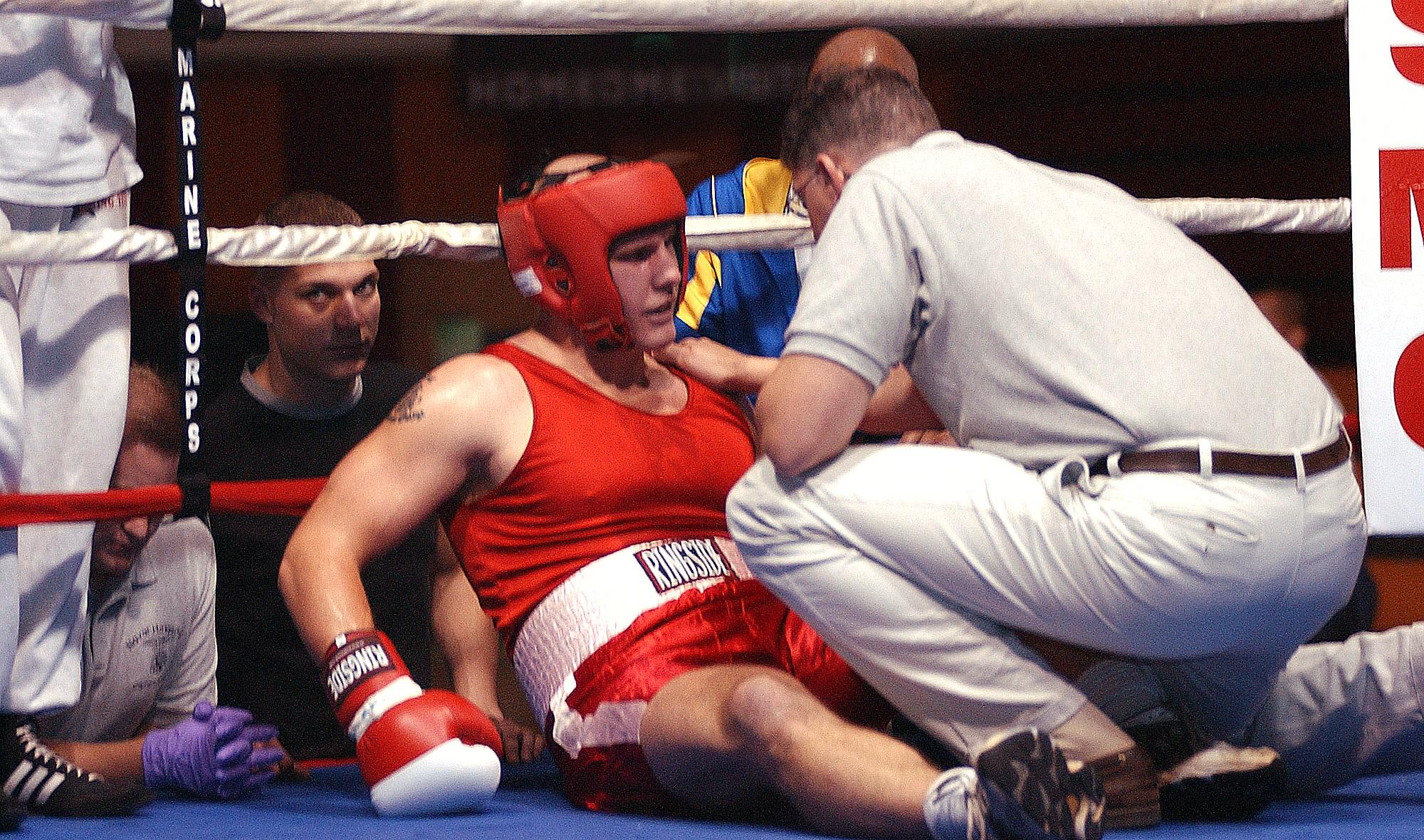
Znokautowany bokser

Nokaut (ang. knockout, skr. KO) – w niektórych sportach walki, takich jak boks, kickboxing, boks tajski, niezdolność do podjęcia dalszej walki w określonym czasie, zwykle dziesięciu sekund, odliczanych przez sędziego ringowego. Najczęściej powstaje z powodu utraty przytomności, zamroczenia, wyczerpania, bądź kontuzji. Nokautem nazywa się również (przepisową lub nieprzepisową) akcję zawodnika (np. powalenie), która skutkuje wspomnianą niezdolnością u przeciwnika. 
Techniczny nokaut (ang. technical knockout, skr. TKO) – przerwanie pojedynku w wyniku przekonania o niezdolności zawodnika do dalszej walki, której kontynuowanie mogłoby zagrozić jego zdrowiu lub życiu. Decyzję ogłasza sędzia, lekarz ringowy, trener lub sam zawodnik zaobserwowawszy jednostronność pojedynku i zwycięską przewagę przeciwnika.